# Памятное Александра III
«Памятное Александра III» — ювелирное яйцо, одно из пятидесяти двух императорских пасхальных яиц, изготовленных фирмой Карла Фаберже для русской императорской семьи. Яйцо было создано в 1909 году по заказу Николая II, который подарил его своей матери Марии Фёдоровне в качестве традиционного подарка на Пасху 1909 года. В настоящее время ювелирное пасхальное яйцо Фаберже «Памятное Александра III» считается утерянным.

## Описание
Императорское ювелирное пасхальное яйцо Фаберже «Памятное Александра III» целиком изготовлено из платины, полностью покрыто белой матовой эмалью с золотыми линиями, украшено группами алмазов в форме ромба, расположенных вокруг центральной части ювелирного яйца, внутри каждого ромба — корзина из алмазов с цветами и лентами. На концах пасхального яйца установлены крупные алмазы под ними — монограмма вдовствующей императрицы Марии Фёдоровны и год создания ювелирного изделия. Внутри яйца находился миниатюрный золотой бюст Александра III, украшенный ляпис-лазурью.

## Сюрприз
Сюрприз — миниатюрный бюст императора Александра III, изготовленный из золота, украшен ляпис-лазурью и алмазами. Местонахождение неизвестно.

## Владельцы
Император Николай II подарил яйцо ювелирное пасхальное яйцо «Памятное Александра III» своей матери Марии Фёдоровне на Пасху 1909 года. В данный момент местонахождение ювелирного изделия неизвестно.